# Salvador Seguí

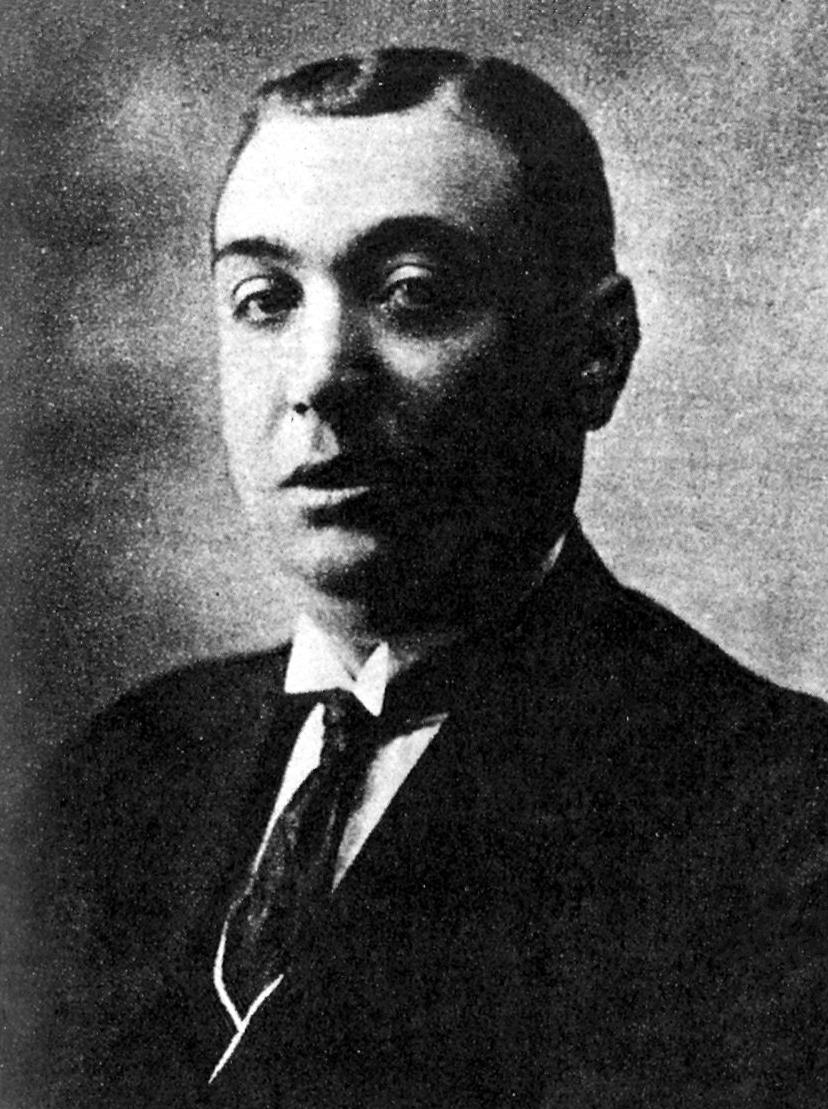
Salvador Seguí

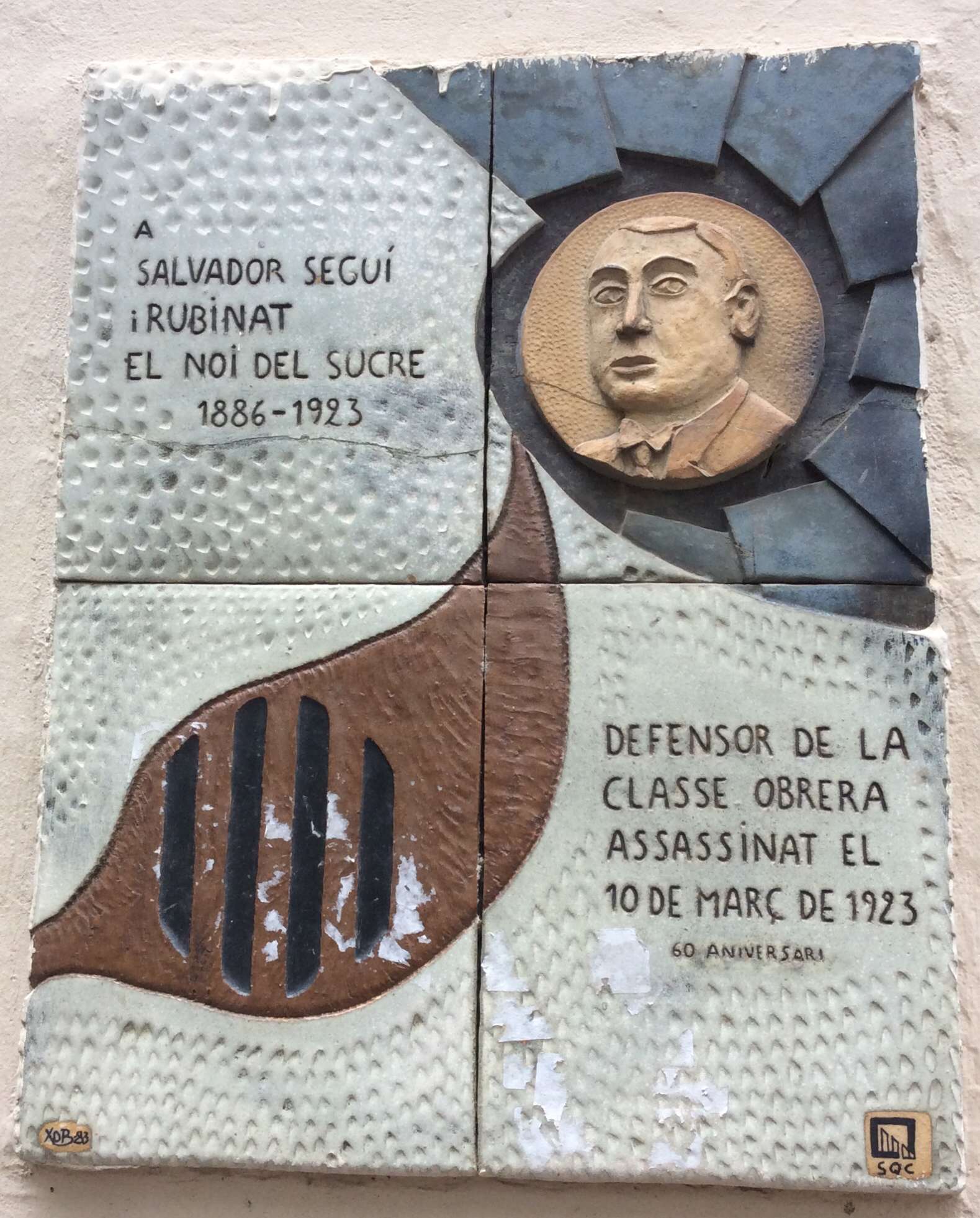
Gedenktafel für Salvador Seguí am Ort des Attentats in El Raval

Salvador Seguí i Rubinat (* 23. Dezember 1886 in Tornabous; † 10. März 1923 in Barcelona), auch bekannt unter dem Spitznamen El noi del sucre (katalanisch für Der Zuckerjunge), war ein spanischer Anarchist und Syndikalist.

## Leben
Salvador Seguí verließ die Schule im Alter von zwölf Jahren. Anschließend absolvierte er eine Ausbildung zum Maler. Er war Anhänger der Escuela Moderna von Francesc Ferrer i Guàrdia und bezog sich auf Autoren wie Pjotr Alexejewitsch Kropotkin, Elisée Reclus oder Christiaan Cornelissen. Seguí befürwortete die Bildung der Arbeiterklasse in den Gewerkschaften, die intellektuelle, kulturelle und technische Ausbildung als revolutionäre Waffe der Arbeiter. Er war Vorsitzender des Ateneo Sindicalista in der Calle de Poniente in El Raval. Dort gründete er 1915 seine Bibliothek, die zu einem Studienzentrum der syndikalistischen und anarchistischen Bewegung wurde.
1907 war Seguí einer der Impulsgeber für die Gründung der anarchosyndikalistischen Gewerkschaft Solidaridad Obrera, aus der 1910 die Confederación Nacional del Trabajo (CNT) hervorging. 1916 wurde Seguí zum Sekretär der katalanischen Regionalföderation der CNT gewählt. Gemeinsam mit Juan Peiró und Ángel Pestaña sprach er sich gegen die Anwendung maximalistischer Aktionsformen durch die CNT aus. 1922 erreichten Seguí, Peiró und Pestaña den Austritt der CNT aus der Dritten Internationalen und ihren Eintritt in die Internationale Arbeiter-Assoziation (IAA). Angesichts der immer stärker werdenden Repression von Seiten des Staates und der Unternehmerverbände, plädierte er für Bündnisse mit den sozialistischen und republikanischen Organisationen, wofür er vom puristischen Flügel der CNT scharf kritisiert wurde. 
1916 initiierte er Verhandlungen für eine Aktionseinheit zwischen der CNT und der Unión General de Trabajadores (UGT), als Einheitsfront der spanischen Arbeiterbewegung. 1917 kam es zu einem 24-stündigen Generalstreik gegen Erhöhungen der Lebensmittelpreise, der in einen unbegrenzten Generalstreik überging, mit dem der spanischen Regierung politische Grundrechte und die Garantie eines minimalen Lebensstandards abgerungen werden sollten. Eine herausragende Rolle nahm Seguí auch 1919 während eines Generalstreiks der CNT in Katalonien ein, der Züge einer sozialen Revolution annahm (huelga de La Canadiense). Dabei handelt es sich um einen der erfolgreichsten Arbeitskämpfe in der Geschichte der spanischen Arbeiterbewegung. Durchgesetzt wurden Lohnerhöhungen, die Wiedereinstellung entlassener Arbeiter, die Freilassung von tausenden inhaftierten Streikenden und vor allem der Achtstundentag. Seguí wurde auch in diesem Zusammenhang vom puristischen Flügel der CNT kritisiert, da er sich schließlich für die Beendigung des Streiks über ein Abkommen mit der Regierung aussprach.

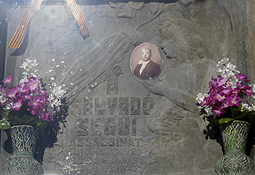
Grabstein von Salvador Seguí auf dem Friedhof von Montjuïc

Wegen seiner anarchistischen und syndikalistischen Aktivitäten war er mehrfach inhaftiert, so 1902, 1907, 1916, 1917, 1919 während des Generalstreiks in Katalonien und im November 1920 gemeinsam mit Lluís Companys, dem Gewerkschafter Martí Barrera und bis zu 36 weiteren Personen in der Festung La Mola in Maó auf der Insel Menorca. In den Jahren 1919 und 1920 wurden Attentate auf ihn verübt. Am 10. März 1923 wurde Seguí in Barcelona an der Kreuzung Calle de la Cadena/Calle de San Rafael im Viertel El Raval von Pistoleros erschossen, die für die Unternehmerverbände tätig waren. Bei diesem Attentat kam auch der Anarchosyndikalist Francisco Comes ums Leben. Salvador Seguí wurde auf dem Cementiri de Montjuïc beigesetzt. 
Die Stiftung der Confederación General del Trabajo trägt seinen Namen.

## Bemerkungen
1. ↑  damaliger spanischer Straßenname; heutiger katalanischer Name: Carrer de Joaquín Costa (Joaquín-Costa-Straße)
2. ↑  damalige spanische Straßennamen; heutige katalanische Bezeichnungen: Rambla del Raval / Carrer de Sant Rafael. Die Cadena-Straße hieß zu Ehren des Ermordeten zeitweilig auch Calle Salvador Seguí.